# Британская крона

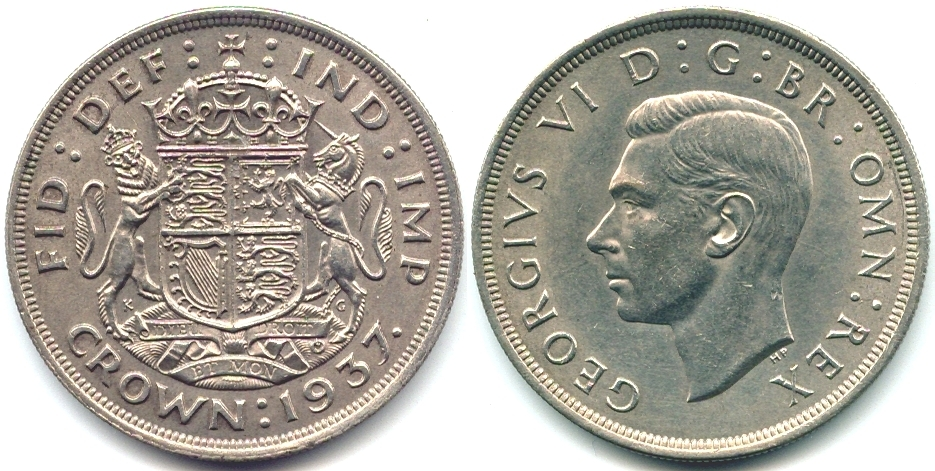
Коронационная крона короля Георга VI

Крона (англ. crown — корона) — название английских, а затем британских монет в 5 шиллингов.

## История английской кроны
Первоначально так назвали золотую монету, выпущенную в небольшом количестве в 1526 году королём Генрихом VIII в подражание французской золотой монете «золотой экю с солнцем». Она получила название «крона с розой» (на реверсе была изображена роза на гербовом щите) и приравнивалась к 4 шиллингам 6 пенсам. В настоящее время имеются только единичные экземпляры этой монеты.

В том же 1526 году (или в начале 1527 года) начали выпускать новую золотую монету — так называемую «крону с двойной розой». Она была приравнена к 5 шиллингам, весила 3,11 г и содержала 2,85 г золота.
В 1551 году была выпущена первая серебряная крона с изображением короля Эдуарда VI. Она также приравнивалась к 5 шиллингам и весила 31,014 г (содержала 28,546 г серебра), то есть соответствовала европейскому талеру. Серебряную крону выпускали в течение 1551-54 годов.
Королева Елизавета (1558—1603) возобновила чеканку золотой кроны, но снизила её вес до 2,78 г (2,55 г золота). В 1601 году чеканка золотой кроны приостановилась и вновь была начата чеканка серебряной кроны.
Король Яков I (1603-25) одновременно чеканил как золотую крону (так называемую «британскую»), так и серебряную крону (вес её был снижен до 29,807 г, а содержание серебра — до 27,527 г). Обе монеты приравнивались 5 шиллингам.
Одновременная чеканка золотой и серебряной кроны продолжалась вплоть до 1662 года, после чего в 1663 году золотую крону в качестве основной золотой монеты Англии сменила гинея.

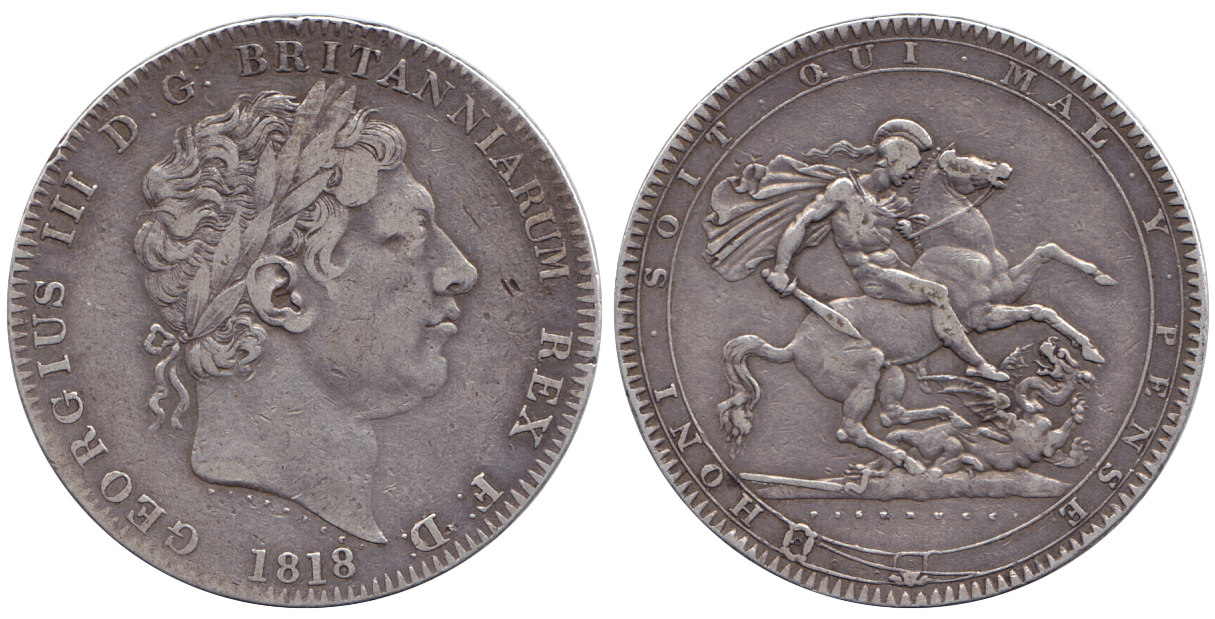
Крона короля Георга III, 1818.

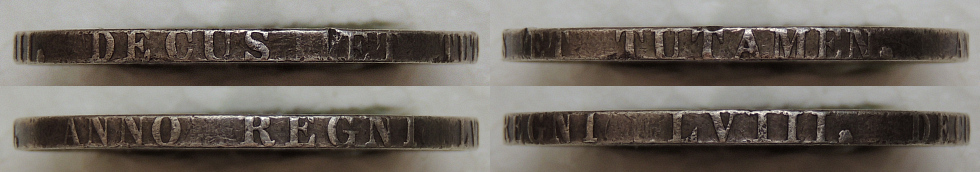
Гурт кроны 1818 года. Надпись выпуклыми буквами «DECUS ET TUTAMEN * ANNO REGNI LVIII».

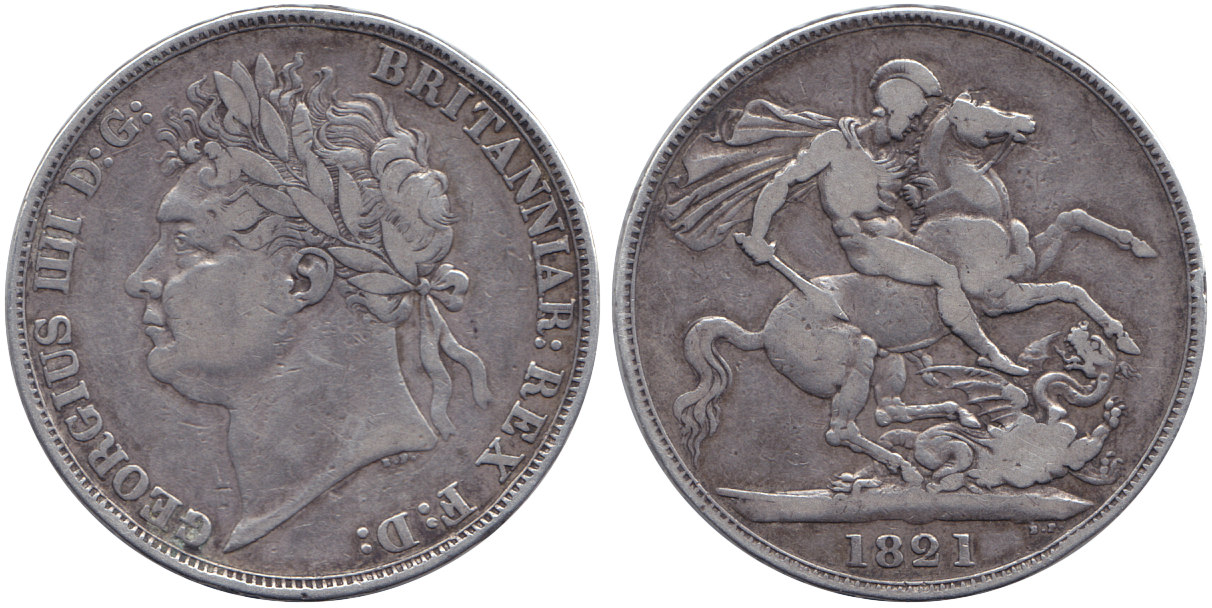
Крона короля Георга IV, 1821.

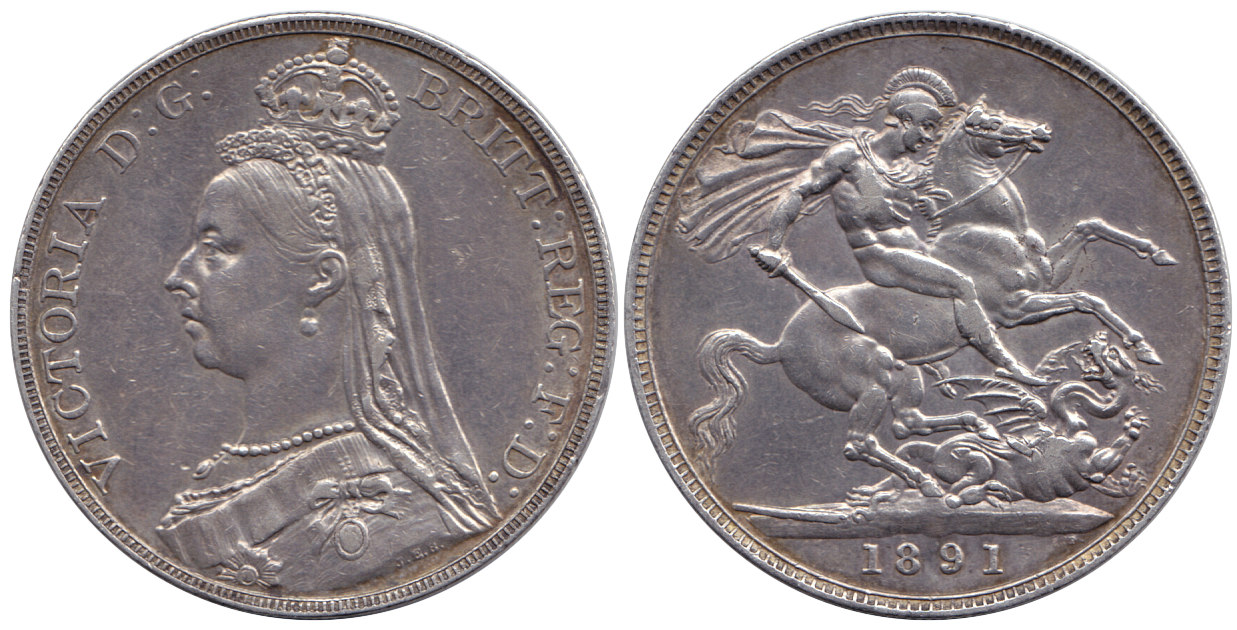
Крона королевы Виктории, 1891.

Регулярная чеканка серебряных крон достоинством 5 шиллингов продолжалась до 1751 года, после чего в связи с большим дефицитом серебра в Англии прекратилась на 67 лет.
В этот период нужда в крупной серебряной монете привела к неофициальному обращению в качестве «кроны» испанской монеты в 8 реалов; в 1797 году для её легализации на монете стали чеканить восьмиугольный штамп с портретом короля Георга III. В 1804 году Английский банк перечеканил испанские доллары: на аверс надчеканивали изображение английского короля Георга III, на реверс — надпись Bank of England, дату 1804 и номинал 5 shillings и dollar.
В 1818 после долгого перерыва была возобновлена регулярная чеканка собственно английской кроны. Монета стала весить 28,276 г серебра 925-й пробы (содержала 26,155 г чистого серебра). На аверсе был изображён портрет монарха, на реверсе — сюжет «Святой Георгий, убивающий змея».
Этот высокохудожественный штемпель создал итальянский медальер Бенедетто Пеструччи, работавший на Лондонском монетном дворе в 1816-25 годах (штемпель со Святым Георгием использовали также при чеканке соверена и полсоверена).
Кроны со Святым Георгием на реверсе чеканили при Георге III, Георге IV, затем при королеве Виктории (с 1887 года) и короле Эдуарде VII (1902). Последний раз Святой Георгий появился на кроне Георга VI («Фестивальная» крона 1951 года).
Начиная с времен Карла II на гурте серебряных крон начинают чеканить надпись выпуклыми буквами. Сначала это был год от начала правления, указанный латинским словом (PRIMO, SECVUNDO, QUINTO и т. д.) или римскими цифрами; позднее добавляется надпись «ANNO REGNI ххх» или «DECUS ET TUTAMEN. ANNO REGNI ххх». Последняя, наносилась на гурт до 1935 года. В краткий промежуток времени, с 1887 по 1892 кроны выпускаются с обычным рубчатым гуртом.
Нередко кроны выпускали в качестве наградных или коллекционных монет.
При королеве Виктории кроны чеканили в 1844-45 и 1847 годах, причём в 1847 году было выпущено два разных варианта монеты, один из которых — так называемая «готическая» крона.
С 1887 года начата регулярная чеканка кроны (с 1893 года — с новым портретом).

Английская крона памяти Уинстона Черчилля

При Эдуарде VII крону выпускали только в 1902 году.
При Георге V её чеканили ежегодно с 1927 по 1936 год, в 1935 году выпустили специальную юбилейную крону в честь 25-летнего юбилея царствования Георга V.
В царствование короля Георга VI выпустили два варианта крон: коронационную (1937) и «фестивальную» (1951; из медно-никелевого сплава, так как все английские монеты с 1947 года стали чеканить из этого сплава; на реверсе опять использовали изображение Святого Георгия, убивающего змея).
Королева Елизавета II выпускала в обращение кроны из медно-никелевого сплава: коронационную (1953), обычную крону в 1960 году и в 1965 году на смерть Уинстона Черчилля.

### Номинал
На некоторых кронах чеканили номинал 5 шиллингов, однако на большинстве кроновых монет с начала 19 века номинал никак не обозначался, и их опознавали по характерному размеру и дизайну (крона была самой крупной по размеру британской монетой).

## Английская монета полкроны

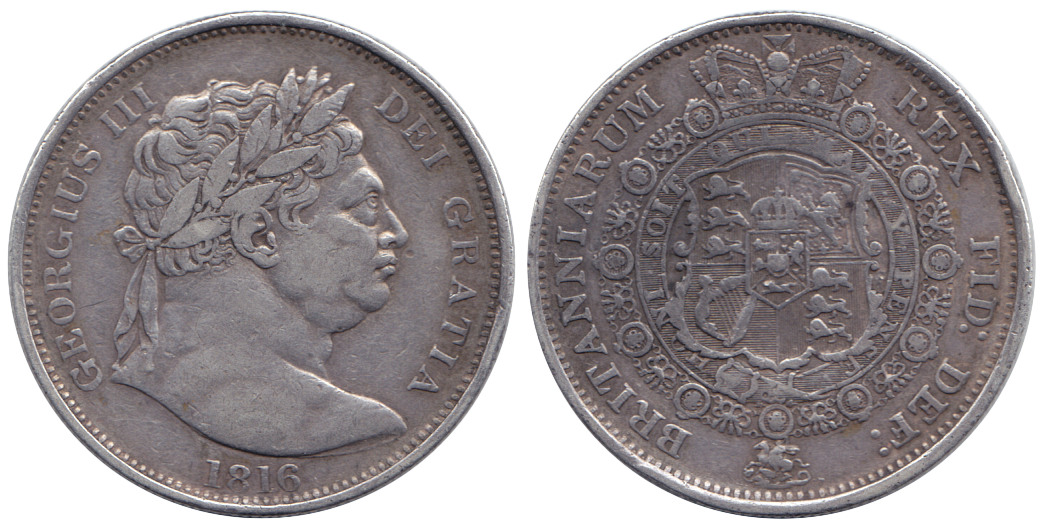
Полкроны короля Георга III, 1816 год. Тип «Бычья голова».

Полкроны короля Георга VI

В 1526 году, тогда же когда была выпущена первая золотая крона, была выпущена и золотая монета полкроны (half crown).

Позже, как и крону, монеты полкроны периодически выпускали в золоте и серебре (первая серебряная полкрона была выпущена в 1551 году). В 1751—1816 годах монету полкроны не выпускали, после чего стали чеканить регулярно. Монета весила 14,1 г и имела в диаметре 32 мм. Эти параметры сохранялись вплоть до перехода на десятичную монетную систему в 1971 году.

С 1947 года выпускались медно-никелевые полкроны.
Монету полкроны выпускала также Ирландия до перехода на десятичную систему (в последний раз была выпущена в 1967 году).

## Английская двойная крона
В 1604-19 годах при короле Якове I вместо монеты в полсоверена чеканили золотую монету в две кроны, но уже в 1611 году в связи с ростом стоимости золота её приравняли к 11 шиллингам (а не 10, как две кроны).

Позже золотую монету в две кроны чеканили при Карле I и позже вплоть до 1662 года.

## Влияние английской кроны

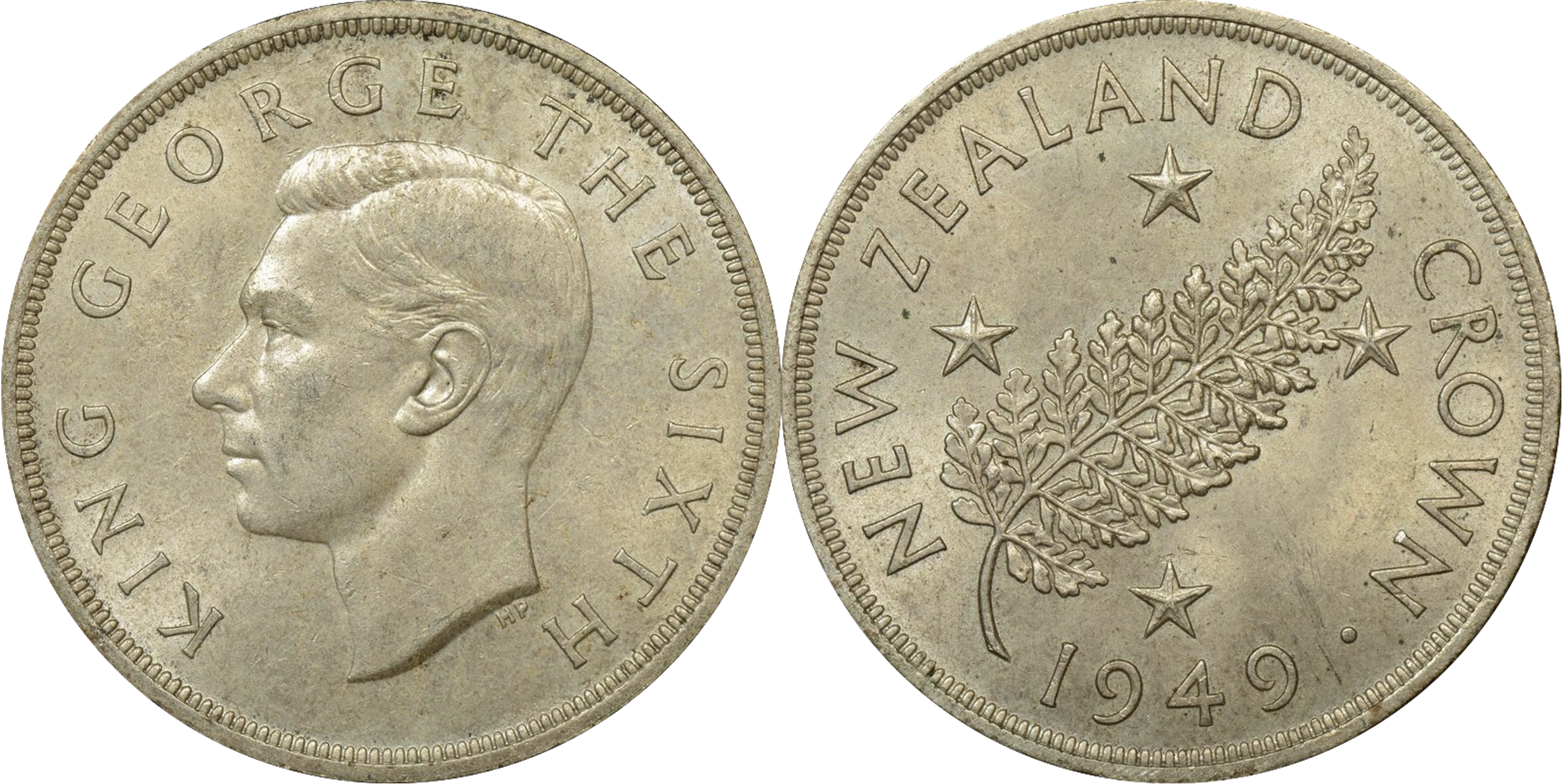
Новозеландская крона короля Георга VI

По образцу Великобритании крону чеканили некоторые её доминионы.

## Английская крона после 1971 года
После перехода Великобритании на десятичную монетную систему размер кроны унаследовала монета 25 пенсов: она весила 28,28 г и имела диаметр 38,61 мм. Выпускали юбилейные 25 пенсов из медно-никелевого сплава (чеканили также коллекционные серебряные экземпляры); с 1990 года в связи с инфляцией роль юбилейной «кроны» стала выполнять монета 5 фунтов (5 pounds).
- Юбилейные монеты 25 пенсов:
  - 1972 — 25 лет свадьбы королевы Елизаветы II и принца Филиппа
  - 1977 — 25 лет правления королевы Елизаветы II
  - 1980 — 80 лет матери королевы
  - 1981 — Свадьба принца Уэльского и леди Дианы Спенсер

- Юбилейные монеты 5 фунтов:
  - 1990 — 90 лет матери королевы
  - 1993 — 40 лет коронации Елизаветы II
  - 1996 — 70 лет королеве Елизавете II
  - 1997 — «золотая свадьба» королевы Елизаветы II и принца Филиппа
  - 1998 — 50 лет со дня рождения принца Уэльского
  - 1999 — памяти принцессы Дианы
  - 1999, 2000 — Millennium Crown
  - 2000 — Millennium Dome Crown
  - 2000—100 лет со дня рождения королевы-матери
  - 2001—100 лет со смерти королевы Виктории
  - 2002 — 50 лет правления королевы Елизаветы II
  - 2002 — памяти королевы-матери
  - 2003 — 50 лет коронации Елизаветы II
  - 2004 — 100-летие создания Антанты (Entente Cordiale)
  - 2005—200 лет со смерти адмирала Нельсона
  - 2005—200 лет Трафальгарскому сражению
  - 2006 — 80 лет королеве Елизавете II
  - 2007 — «бриллиантовая свадьба» королевы Елизаветы II и принца Филиппа
  - 2008 — 60 лет со дня рождения принца Чарльза
  - 2008—450 лет вступления на трон Елизаветы I
  - 2009—500 лет вступления на трон Генриха VIII
  - 2009 — Олимпиада: обратный отсчёт 3
  - 2009 — Олимпиада: 150 лет Биг Бэну
  - 2010—350 лет реставрации монархии
  - 2010 — Олимпиада: обратный отсчёт 2
  - 2010 — Олимпиада: Черчилль